# シャルル・ブラン

De Paris a Venise, 1857

シャルル・ブラン（Charles Blanc, 1813年11月17日 - 1882年1月17日）は、フランスの美術批評家、美術史家である。

## 人物
もともと銅版画の教育を受けていたが、1836年からは雑誌への寄稿を行うようになった。芸術への政府の支援を訴える活動にも熱心であった。1848年、芸術省長官に任命された。1851年、長官を離任してからは批評家としての活動を再開した。1853年から14巻より成る『各派の画家たちの歴史』の執筆に着手し、1861年に第1巻を発表した。1859年にÉdouard Houssayeが『美術公報』(en) を創刊した時、ブランはその最初の編集長に任命された。『歴史』の執筆の傍ら、1867年には『デッサン芸術の文法』を発刊し、新印象派の画家たちに広く読まれた。1868年、芸術アカデミーに選出される。ヨーロッパの優れた美術品の複製を集めた美術館の設立を提案したが、これは激しい論争を引き起こした。1876年、『歴史』の功績によりウジェーヌ・フロマンタンを破ってアカデミー・フランセーズに選ばれた。晩年10年間は、コレージュ・ド・フランスで美術史を教え、イタリア・ルネッサンスの画家たちについての書物を書くことに費やした。兄はフランス第二共和政期の著述家・政治家であるルイ・ブラン。

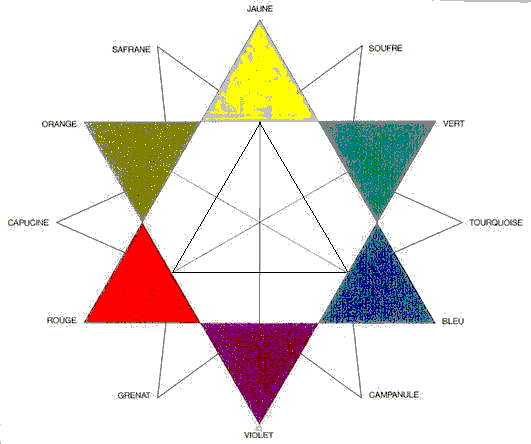
ブランが著書に掲げた星形の色相環。

『デッサン芸術の文法』は、第1章「建築」、第2章「彫刻」、第3章「絵画」から成り、「絵画」の章で当時の最先端の色彩理論を紹介している。フィンセント・ファン・ゴッホはこの本を読んで補色などの理論を理解した。